# Piedras de Amolar
Piedras de Amolar är en ort i Mexiko.   Den ligger i kommunen Acámbaro och delstaten Guanajuato, i den centrala delen av landet, 180 km nordväst om huvudstaden Mexico City. Piedras de Amolar ligger 1 994 meter över havet och antalet invånare är 199.
Terrängen runt Piedras de Amolar är kuperad åt nordost, men åt sydväst är den platt. Terrängen runt Piedras de Amolar sluttar söderut. Runt Piedras de Amolar är det ganska tätbefolkat, med 75 invånare per kvadratkilometer. Närmaste större samhälle är Acámbaro, 15,6 km sydväst om Piedras de Amolar. Trakten runt Piedras de Amolar består till största delen av jordbruksmark.